# Улрих III (Каринтия)
Улрих III (на немски: Ulrich III von Spanheim; * ок. 1220, † 27 октомври 1269, Чивидале дел Фриули) от род Спанхайми, е от 1248/1251 г. господар на Марка Крайна (Herr von Krain) и от 1256 до 1269 г. херцог на Каринтия.

## Биография
Той е големият син на херцог Бернхард фон Спанхайм (1176/1181 – 1256) и Юдита Пршемисловна († 1230), дъщеря на бохемския крал Отокар I и втората му съпруга Констанция Арпад от Унгария. По-малкият му брат Филип фон Спанхайм († 1279) е архиепископ на Залцбург (1247 – 1256) и патриарх на Аквилея (1269 – 1272). Двамата имат конфликти за наследството на баща им.
Чрез женитбата му през 1248 г. за Агнес фон Андекс-Мерания (* 1215, † пр. 7 януари 1263), дъщеря и наследница на херцог Ото I от Мерания († 1234), разведена от 1243 г. и вдовица на херцог Фридрих II Бабенберг от Австрия († 1246), Улрих III получава през 1248 г. нейното наследство в Марка Крайна. Той управлява от 1251 г. в Каринтия и през 1256 г. наследява баща си като херцог на Каринтия.
През 1260 г. Улрих завършва започнатия от баща му манастир Фройдентал в Крайна и основава манастира Фьолкермаркт.
Улрих III няма наследници, понеже синът му от първия му брак е починал млад, а втората му съпруга от 1263 г. Агнес фон Баден-Австрия (* 1249, † 2 януари 1295), дъщеря на маркграф Херман VI фон Баден и Гертруда Бабенберг, остава бездетна, той сключва пазен в тайна договор на 4 декември 1268 г. в Подебради, в който завещава цялата си собственост на братовчед си крал Отокар II Пршемисъл вместо на брат си Филип.
С Улрих III завършва владетелството на Спанхаймите в Каринтия. През 1269 г. бездетният Улрих III е наследен от Отокар II Пршемисъл (Пршемисловци). Вдовицата му Агнес се омъжва през 1270/1271 г. за Улрих II фон Хоенбург († 1308) и има с него шест деца.

## Галерия
- Агнес фон Андекс, от родословното дърво на Бабенбергите
- По-късен печат на Улрих III с променен герб